# Театр Шахр

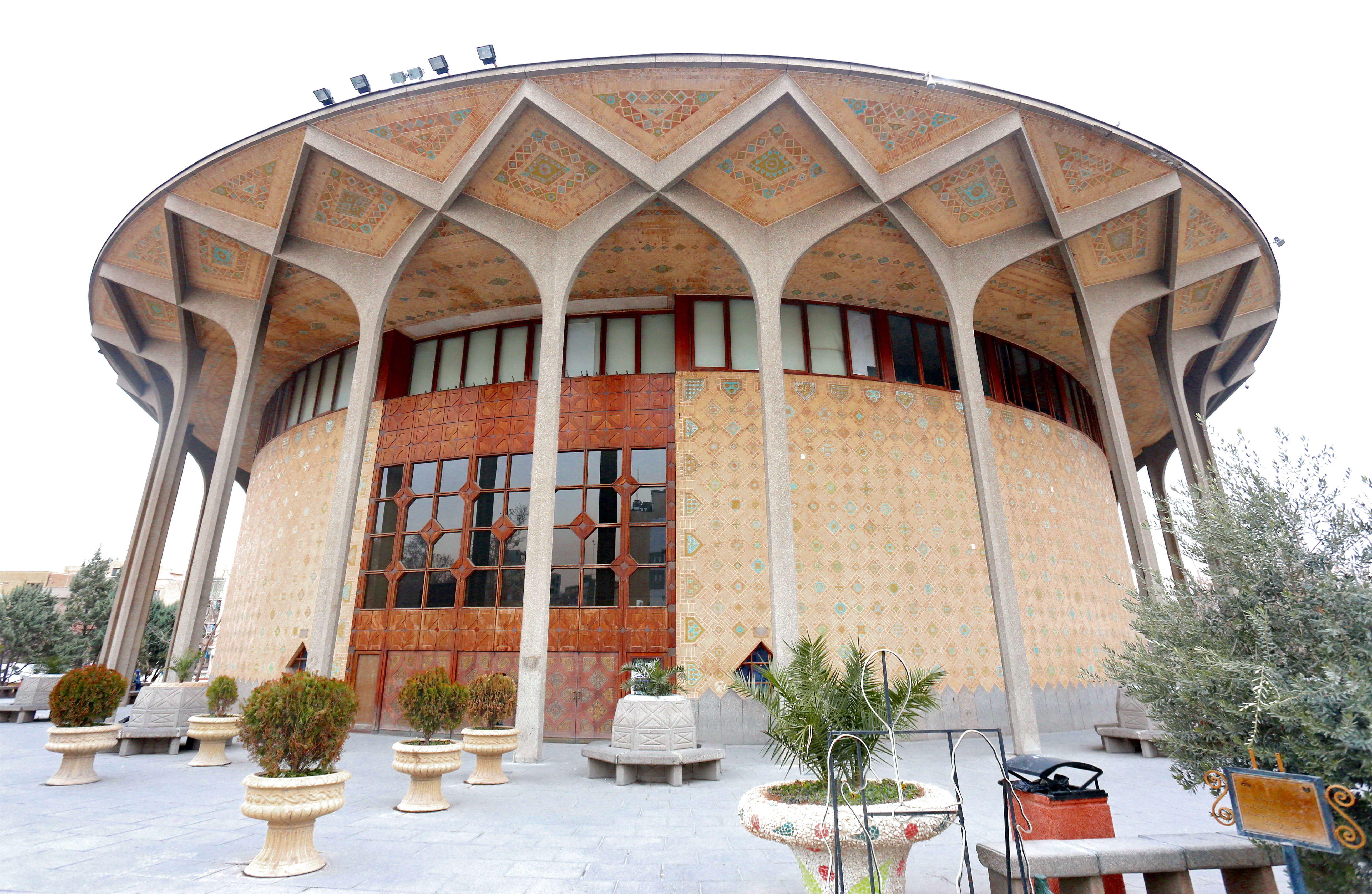
Вид на здание театра

Театр Шахр или Городской театр Тегерана (перс. تئاتر شهر‎) —  крупнейший театральный комплекс Ирана. Расположен на пересечении улиц Эльхебал и Вали-Аср, в непосредственной близости от студенческого парка в Тегеране.
Построен во время правления шаха Мохаммада Резы Пехлеви, по инициативе его супруги Фарах Пехлеви в 1967 году. Открылся 27 января 1973 года спектаклем «Вишнёвый сад» по пьесе Антона Павловича Чехова.

## Архитектура
Здание городского театра имеет форму круга и построено по проекту Али Сардара Афхами, одного из учеников Хошанга Сихуна, вдохновленного башней Тогрула, одного из памятников периода Сельджуков. При отделке фасадов здания использовано смешение плитки абстрактной формы и рельефного кирпича. 
Круговой план здания был вдохновлён сочетанием древнегреческой и римской архитектуры, таких как примечательных сооружений как Пантеон и Колизей в Риме. Площадь театра здания составляет 3000 кв. Диаметр сооружения — 34 метра, а высота — 15 метров. 
Главный зал вместимостью 579 человек имеет все необходимое для театра оборудование, в том числе: электроповоротник сцены, лифт и подвесную систему для декора, подвижный проём сцены, шторы и кинооборудование. Вход в театр также имеет две двери с акустическим покрытием, чтобы звук из зала ожидания не проникал в театр. Здесь располагаются: зал Чахарсо вместимостью от 120 до 400 человек, что позволяет менять размер декораций и сцены; зал теней, малый зал и зал №2.

## Деятельность театра
До революции 1979 года театр сначала находился в ведении Национальной организации по радио и телевидению, затем — в ведении управления культуры, а после революции за него взялось Министерство культуры и просвещения Ирана.
В городском театре также есть специализированная художественная библиотека, которой пользуются художники, студенты театра, учащиеся столярно-швейных мастерских.

## Галерея

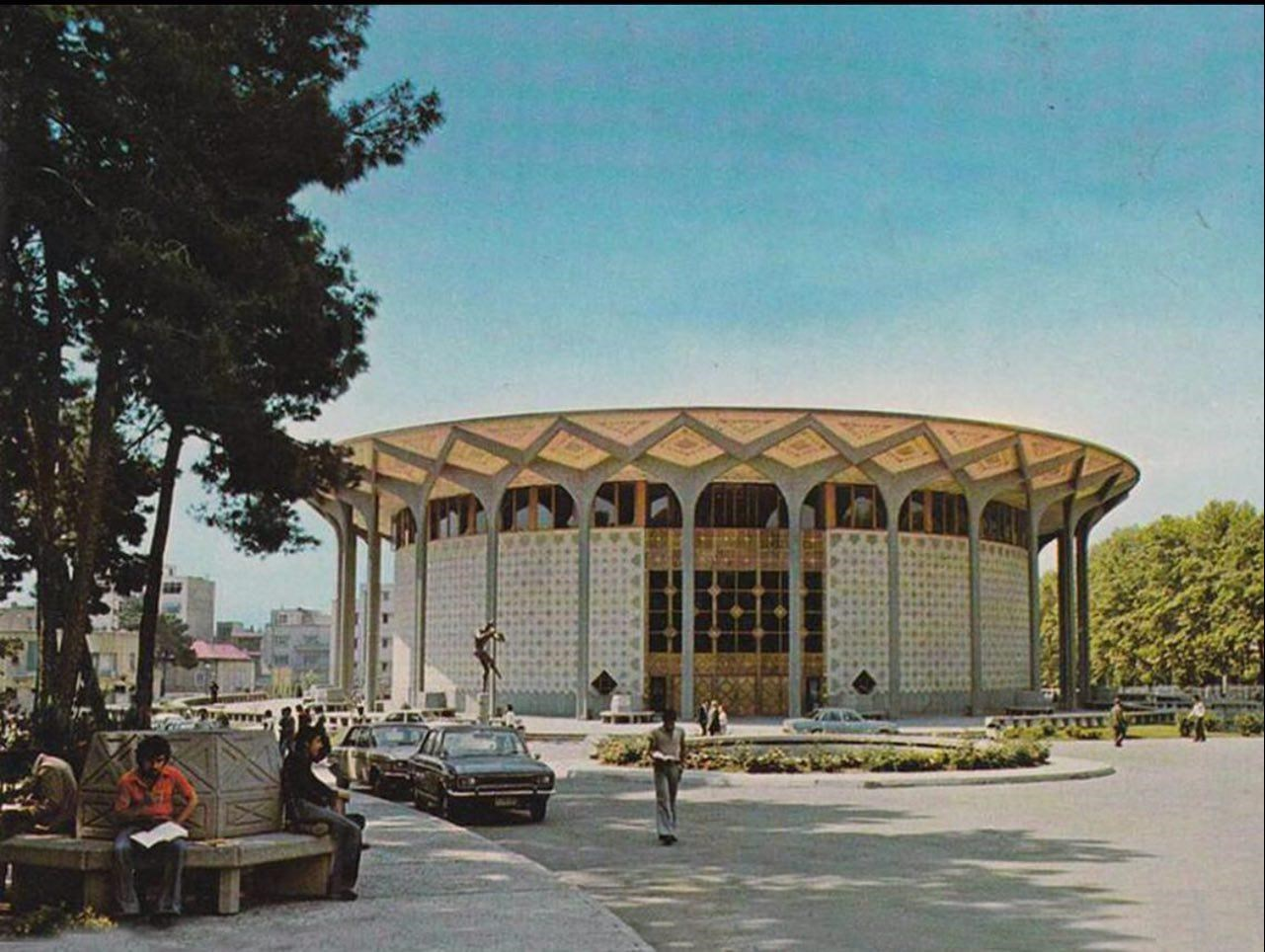
Вид театра в 1971 году
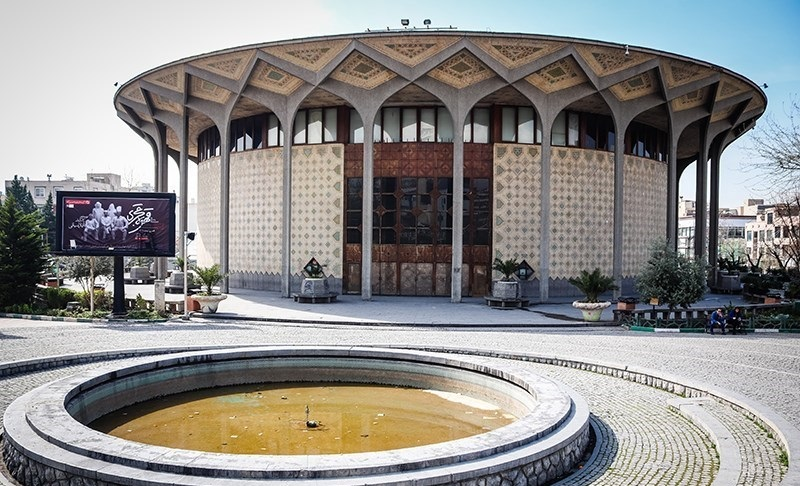
Вид театра в 2021 году
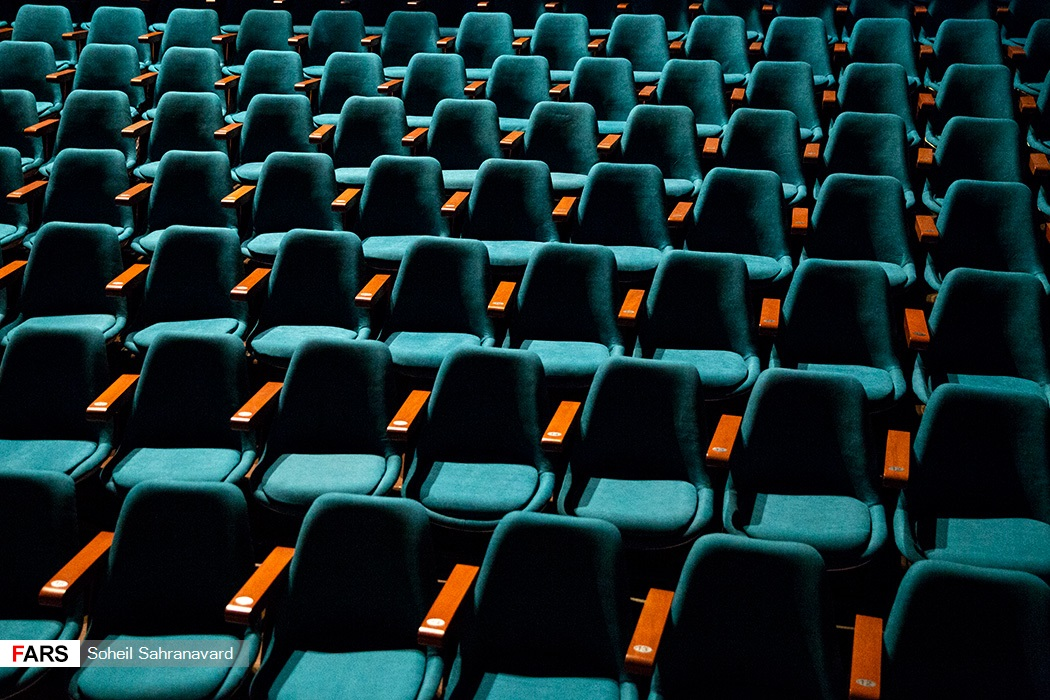
Один из зрительных залов
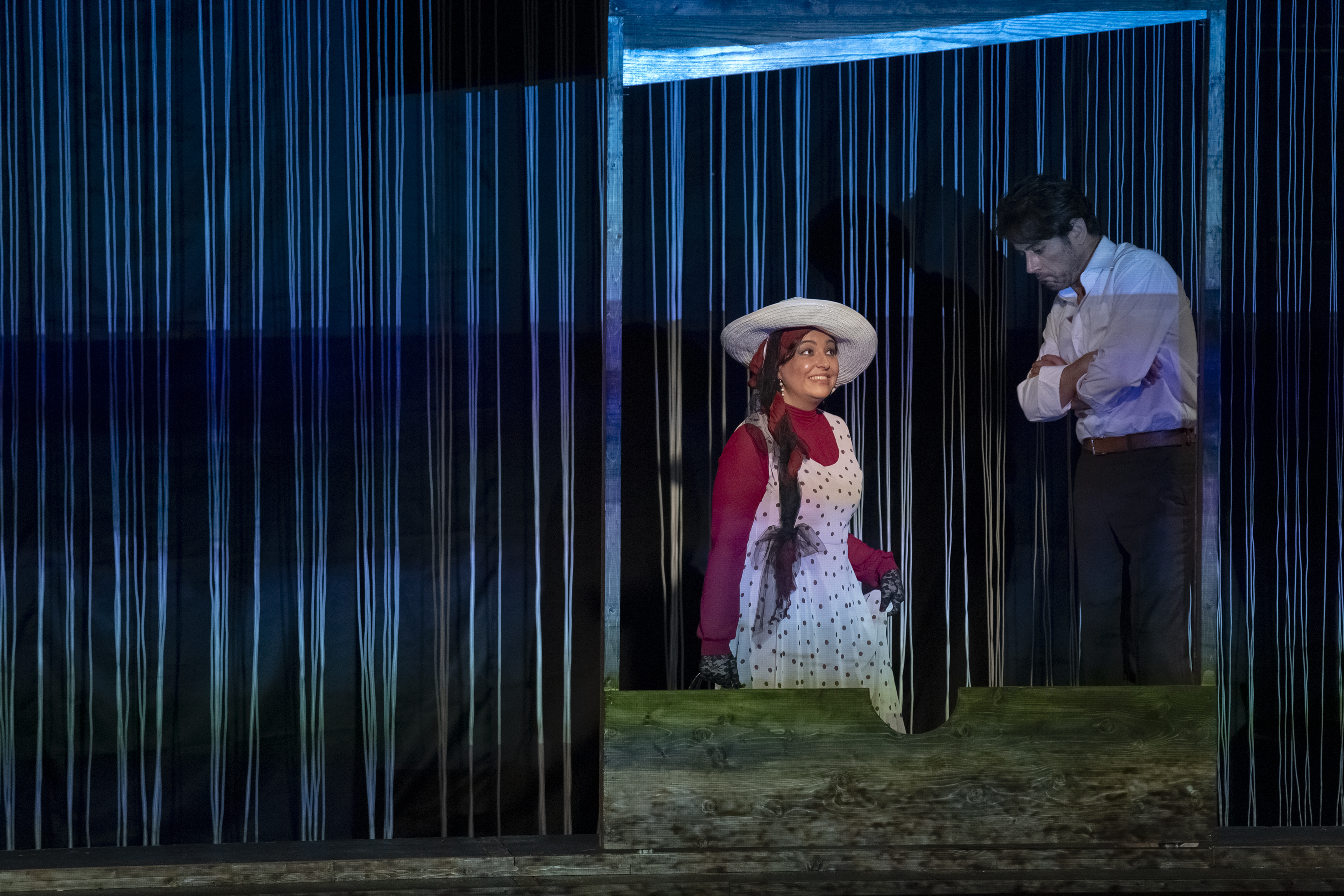
Постановка по одному из произведений Альбера Камю